# Jourdan Dunn
Jourdan Sherise Dunn (Londra, 3 agosto 1990) è una supermodella inglese.
È una delle poche modelle di colore che hanno sfilato per Prada negli ultimi dieci anni.

## Carriera
Jourdan Dunn, figlia di una receptionist di origini grenadine, cresce a Greenford, nel quartiere di Ealing. Nel 2006, a 15 anni, viene scoperta in un Primark ad Hammersmith da uno scout dell'agenzia Storm Model Agency di Londra. Nell'autunno 2007 debutta sulle passerelle di New York, sfilando per Marc Jacobs e Ralph Lauren, fra gli altri. Nello stesso anno, compare sulla copertina di Vogue UK e nel 2008 il sito Style.com la nomina come una delle dieci nuove modelle più interessanti. A luglio 2008, compare sulla copertina di Vogue Italia in un numero interamente dedicato alle modelle di colore, mentre Vogue America le dedica un ampio servizio nello stesso mese.

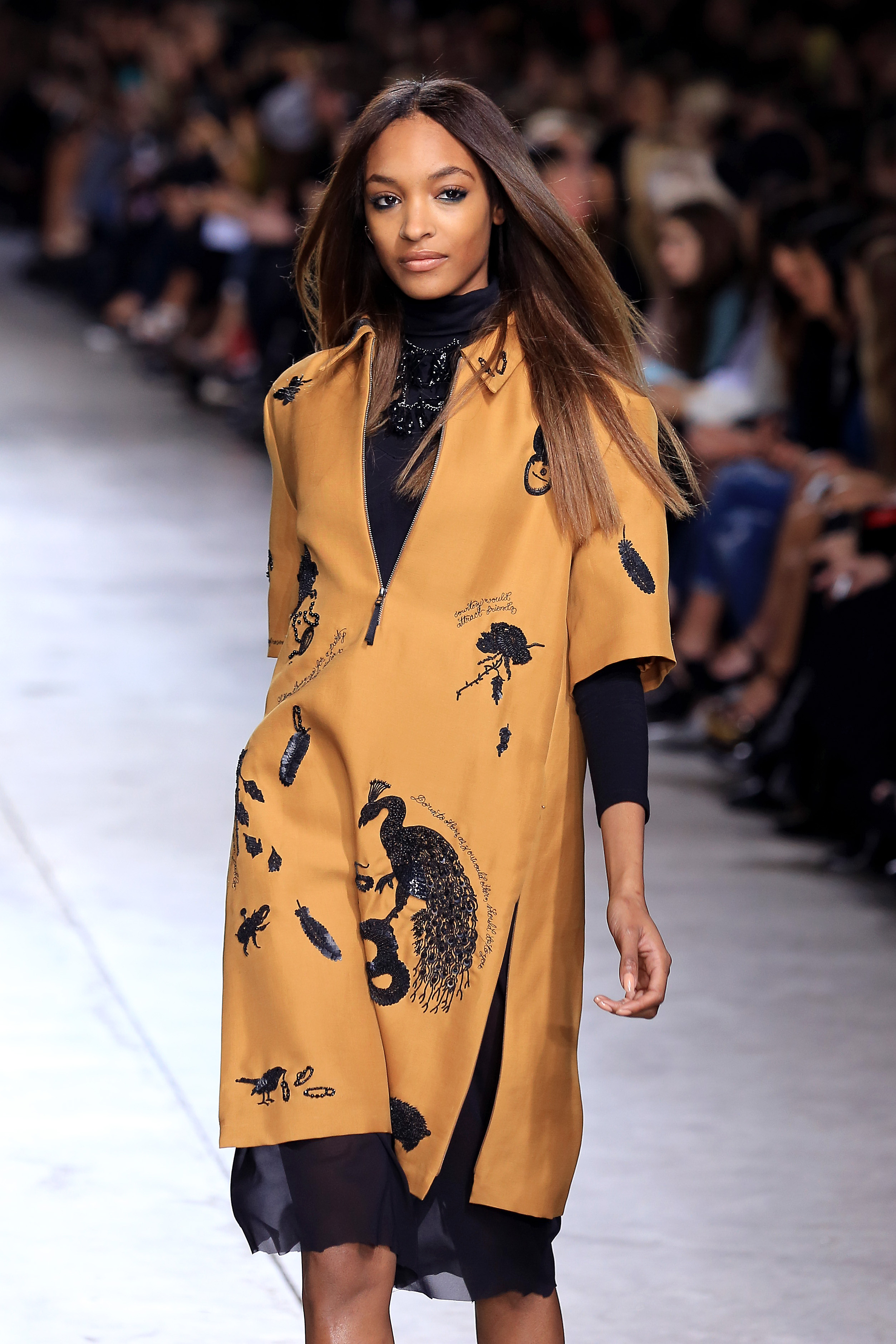
Jourdan Dunn in passerella nel 2014

In seguito la modella è comparsa sulle copertine di Vogue (fotografata da Steven Meisel), i-D, Pop, Sunday Times Style, Luella magazine, ASOS.com magazine, Elle France. Inoltre ha sfilato per Gap, Topshop, Benetton, H&M e Saks Fifth Avenue. Nel novembre 2008, la Dunn è stata nominata "miglior modella dell'anno" al British Fashion Awards. Nel 2009 Jourdann Dunn è stata scelta come testimonial per la campagna pubblicitaria del profumo YSL La Nuit de L'Homme, al fianco dell'attore Vincent Cassel.
Nel 2012 prende parte alla cerimonia di chiusura delle Olimpiadi di Londra a rappresentare l'industria della moda inglese indossando un abito di Jonathan Saunders, sfilando al fianco di Naomi Campbell, Kate Moss, David Gandy, Karen Elson, Lily Donaldson, Lily Cole, Georgia May Jagger e Stella Tennant. Nel medesimo anno, esordisce al Victoria's Secret Fashion Show, per cui sfila anche nel 2013 e 2014.

Nel 2013 partecipa ai videoclip dei brani di Beyoncé Yoncé, accanto alle modelle Joan Smalls e Chanel Iman, e XO, in cui appaiono inoltre Jessica White e Diandra Forrest.
Dall'aprile 2014 diviene il volto per Maybelline Go Extreme Mascara nelle varie campagne pubblicitarie.
A gennaio 2015, posa per la copertina di Vogue UK, a dodici anni di distanza dall'ultima copertina con protagonista una modella di colore, che fu nel 2002 con Naomi Campbell. Nello stesso viene eletta per la seconda volta Modella dell'anno durante i British Fashion Awards. Nel gennaio 2016 appare sulla cover dell'edizione giapponese di Vogue, ed è protagonista, insieme alla collega Karlie Kloss, della campagna Viceversa by Liu Jo. Nel mese di febbraio appare nel film Zoolander 2 accanto a Ben Stiller e Owen Wilson.
Nel 2017 prende parte al video di Regret in Your Tears della rapper Nicki Minaj, mentre nel mese di luglio e agosto appare sulla cover di Vogue Arabia.

## Vita privata
Dunn è madre di Riley, nato l'8 dicembre 2009, affetto di anemia falciforme, avuto dopo una relazione quinquennale con Jordan Cummings, finito in carcere pochi mesi dopo la nascita del bambino. Nel febbraio 2020 si è fidanzata ufficialmente con il rapper Dion Hamilton.

## Agenzie
- Storm Model Agency - Londra
- Women Management - New York, Milano, Parigi
- Traffic Models - Barcellona
- Elite Model Management - Copenaghen
- Modelwerk - Amburgo

## Filmografia

### Cinema
- Zoolander 2, regia di Ben Stiller (2016)
- Terminal, regia di Vaughn Stein (2018)

### Videoclip
- XO , di Beyoncé (2013)
- Yoncé, di Beyoncé (2013)
- Regret in Your Tears, di Nicki Minaj (2017)

## Campagne pubblicitarie
- Aldo P/E (2013) A/I (2013)
- Ann Taylor (2014)
- Balmain A/I (2014, 2016)
- Balmain for H&M A/I (2015)
- Banana Republic A/I (2012)
- Benetton A/I (2008) P/E (2009)
- Brandon Maxwell P/E (2018)
- Burberry P/E (2011;2015) A/I (2011)
- Burberry Beauty (2011-2012;2014)
- Calvin Klein A/I (2009)
- Calvin Klein Underwear (2014)
- Calzedonia A/I (2018)
- CK One Red Fragrance (2014)
- DKNY P/E (2014)
- Express (2014)
- Gap A/I (2008)
- H&M Icons P/E (2014)
- H&M Holiday A/I (2015)
- John Galliano P/E (2012)
- Kate Spade (2016)
- Liu Jo P/E (2015-2016) A/I (2016)
- Liu Jo Jeans P/E (2016)
- Maybelline (2014-presente)
- Mugler Alien fragrance (2019)
- Pepe Jeans A/I (2015)
- YSL Le Teint Touche Eclat (2012-2013)
- Rag & Bone DIY A/I (2012)
- Reserved (2017)
- River Island P/E (2013)
- River Island Summer (2013)
- Solid & Striped Summer (2018)
- Swarovski P/E (2018)
- Target P/E (2014)
- Tommy Hilfiger P/E (2015)
- Topshop A/I (2008) P/E (2009;2014)
- United Colors of Benetton A/I (2008)
- Yves Saint Laurent La Nuit de L'Homme Fragrance (2009-2010)
- YSL Beauty (2011)
- Zalando (2017)